# Враг (фильм, 1990)
«Враг» (хинди दुश्मन, Duśmana) — индийский фильм 1990 года. В главных ролях Митхун Чакраборти и Мандакини. Режиссёр и продюсер фильма Шакти Саманта.

## Сюжет
Драматическая история отца и сына разлучённых в результате обмана главаря местной банды в те годы, когда сын был ещё лишь дитя. Молодой человек по имени Ракеш (кличка «Пуля») оказавшись инструментом в руках опытных бандитов встаёт, сам того не ведая, на пути своего отца, решившего взять правосудие в свои руки и отомстить за трагедию семьи.

## В ролях
- Митхун Чакраборти — Ракеш «Пуля»
- Мандакини — Лакшми
- Алок Натх — Харговинд Маджумдар, отец Ракеша
- Садашив Амрапуркар — Каличаран
- Дипа Сахи — Гита, сестра Ракеша
- Тануджа — Суджата
- Ранджит — Джит Сингх
- Боб Кристо — помощник Каличарана
- Раджеш Кханна — камео

## Саундтрек
Все тексты написаны Индиваром, вся музыка написана Р. Д. Бурманом.
| №  | Название                        | Исполнители               | Длительность |
| -- | ------------------------------- | ------------------------- | ------------ |
| 1. | «Hoton Pe Tumne Pyar Likha Hai» | Амит Кумар, Садхна Саргам | 5:01         |
| 2. | «Aao Huzoor Khao Huzoor»        | Амит Кумар                | 5:09         |
| 3. | «Mera Naam Sweet Sixteen»       | Аша Бхосле, Амит Кумар    | 5:22         |
| 4. | «Bhoola Nahin Maa»              | Амит Кумар                | 6:01         |
| 5. | «Yeh Jhilmil Qateel Raten»      | Аша Бхосле, Амит Кумар    | 4:56         |
| 6. | «Toone Jab Jeevan Diya»         | Амит Кумар                | 4:29         |